# Wetering (Overijssel)
Wetering is een kanaal- of vaardorp in de gemeente Steenwijkerland in de Kop van Overijssel.

## Geschiedenis
De naam Wetering is oorspronkelijk ontstaan door een oud afwateringskanaal in het voormalige Scheerwolde rond 1564 de “Scherwoldiger Weteringe” genoemd. In het midden van de 16e eeuw werd de Arembergergracht gegraven, voor een veilige binnenvaartroute als alternatief voor de vaart over de Zuiderzee. Vanaf het Giethoornsche Meer werd de vaarweg in noordelijke richting doorgetrokken door de Riete (Muggenbeet) naar de Wetering. In 1573 werd de Wetering verbreed en verdiept. Het was de bedoeling om langs de Oudewegsloot (de huidige Kalenbergergracht), verder te graven naar Ossenzijl en naar de Linde. In 1650 is dit alles gerealiseerd. Van 1626 - 1632, de aanleg van het Steenwijkerdiep is de Wetering tot aan Muggenbeet verbreed.

## Omgeving
Het dorp ligt in het Nationaal Park Weerribben-Wieden op ongeveer 4 km ten oosten van Blokzijl en ongeveer 10 km ten westen van Steenwijk.
Wetering is een buurtschap in de vorm van lintbebouwing; dat betekent vrijwel aaneengesloten bebouwing langs hoofdwegen, in Weterings geval de oorspronkelijke (water)hoofdwegen. De huizen in Wetering liggen aan weerszijden van het kanaal. De westelijke kant van het dorp is bereikbaar vanaf Blokzijl, Steenwijk en Nederland. Deze weg gaat over in een fietspad richting Kalenberg en Ossenzijl. Aan de oostelijke zijde ligt de weg met verbinding naar Scheerwolde, Kalenberg, Ossenzijl en Oldemarkt. Het kanaal is een staande mast route vanaf Giethoorn, Blokzijl en Steenwijk naar de Friese meren.
Het hoog en laag en trilveenontginnings- en kraggenlandschap vindt zijn oorsprong in de turfwinning en de daaropvolgende rietcultuur. Het landschap wordt gekenmerkt door het vele water, uitgestrekte rietlanden afgewisseld met natte bospercelen en drassige graslanden.
Via het water zijn waterdorpen ontsloten zoals Wetering, Muggenbeet, Kalenberg, Ossenzijl, Giethoorn, Dwarsgracht, Jonen en Belt-Schutsloot. De boerderijen in de bebouwingslinten staan veelal met de voorzijde naar het water. In het gebied domineren de rieten daken en zwarte houten wanden.